# Taracus marchingtoni
Espèce
Taracus marchingtoni est une espèce d'opilions dyspnois de la famille des Taracidae.

## Distribution
Cette espèce est endémique d'Oregon aux États-Unis. Elle se rencontre dans le comté de Deschutes dans les grottes Lava River Cave, Lee's Cave, Arnold Ice Cave et Lavacicle Cave et dans le comté de Lake dans la grotte Walk-the-Crevice Cave.

## Description
Le mâle holotype mesure 6,0 mm et la femelle paratype 6,3 mm.

## Systématique et taxinomie
Cette espèce a été décrite par Shear en 2016.

## Étymologie
Cette espèce est nommée en l'honneur de Neil Marchington.

## Publication originale
- Shear & Warfel, 2016 : « The harvestman genus Taracus Simon 1879, and the new genus Oskoron (Opiliones: Ischyropsalidoidea: Taracidae). » Zootaxa, no 4180, p. 1–71.